# Georg Wallin den äldre
Georg (Jöran) Wallin, född 1 maj 1644 i Vibyggerå socken, Ångermanland, död 8 juli 1723 i Säbrå socken, Ångermanland, var biskop av Göteborg och superintendent av Härnösands stift. 

## Biografi
Wallins far  var bonde, gästgivare och länsman. När Georg Wallin efter sommarferierna 1674 återvände till Uppsala för sitt andra studieår, led han skeppsbrott utanför Gävle, men räddade sitt liv simmande på en planka. Han miste dock allt sitt bohag. Wallin blev filosofie magister i Uppsala 1676, prästvigdes samma år och tjänstgjorde de följande åren som huspredikant hos riksråden Gustav Banér och Nils Brahe. I april 1680 följde Georg Wallin som predikant vid gardet, en avdelning till Kungsör. Karl XI, som vistades på kungsgården, kallade honom att predika där på söndagen och "Från den stunden var Wallin Carl den elftes själasörjare, vilken han omfattade med aldrig svikande respekt och förtroende", och "Hans inflytande över Carl XI skall ha varit mycket stort. Han hade ständigt oanmäld tillträde till konungens person och majestätet inlät sig ofta i förtroliga samtal med sin biktfader".
År 1681 blev han hovpredikant, tillträdde 1685 Gävle pastorat, utnämndes 1690 till överhovpredikant och blev vid jubelfesten 1693 teologie doktor. Som överhovpredikant åtnjöt han hos Karl XI och dennes gemål det största förtroende samt betjänade båda i deras sista stunder. Efter att ha medföljt Karl XII på fälttåget till Själland i egenskap av fältsuperintendent utnämndes han den 5 augusti 1701 till biskop i Göteborgs stift, men förflyttades redan efter precis åtta månader (1702) på egen begäran som superintendent och med bibehållen biskopstitel till Härnösands stift, som Julius Erici Micranders efterträdare. Där blev hans ämbetsförvaltning försvårad genom ryssarnas upprepade härjningar, och han måste vid deras angrepp mot Härnösand den 29 maj 1721 fly från staden. Hans maka hade avlidit den 26 maj samma år och när den ryska mordbrännarflottan plundrade Säbrå, så brände de ner prästgården med hustruns bår i.  
Han efterträddes som superintendent i Härnösand av Petrus Jonæ Asp. Han var far till Georg Wallin d.y.

### Webbkällor
Den här artikeln är helt eller delvis baserad på material från Nordisk familjebok, Wallin, 1904–1926.